# I due sergenti (film, 1922)
Pour les articles homonymes, voir I due sergenti.
Pour plus de détails, voir Fiche technique et Distribution.
I due sergenti est un film italien réalisé par Guido Brignone, sorti en 1922.

## Fiche technique
- Titre : I due sergenti
- Réalisation : Guido Brignone
- Scénario d'après la pièce de Théodore Baudouin d'Aubigny
- Pays d'origine : Royaume d'Italie
- Format : Noir et blanc - 1,33:1 - Mono
- Date de sortie : 1922

## Distribution
- Giuseppe Brignone : Caporal Debin
- Mercedes Brignone : Claudie
- Ria Bruna : Sylviane
- Giovanni Ciusa : Napoléon
- Vasco Creti : Capitaine Devers / Bernard
- Giovanni Cimara